# Cecilio G
Juan Cecília Ruiz (Barcelona, 14 de març de 1994), més conegut en el món artístic com a Cecilio G o Ceci, és un cantant català de música trap.
Ha fet estudis de còmic, il·lustració i disseny. Al llarg de la seva carrera ha col·laborat amb multitud d'artistes, entre ells: Dora Black, El Coleta, Kidd Keo i Mala Rodríguez.

## Trajectòria
Nascut al barri del Poblenou, va donar els seus primers passos en el món del grafit i del rap freestyle amb 14 anys (amb el sobrenom de Punky Negro). Va ser un dels pioners del gènere trap a l'estat espanyol i un membre original del grup Pxxr Gvng, del qual es va desvincular de seguida per diferències personals. Alguns dels seus temes més viralitzats a internet són «From Darkness With Love» i «Gucci Shanna» que van camí del milió de reproduccions a Youtube.
El juliol de 2018 va sorprendre amb Yonosoytupadre, un projecte de cinc cançons que el mateix Cecilio G. va definir com un «suïcidi comercial» perquè de rap no en tenia res. Fou el millor disc de punk, amb guitarra, baix i bateria, de l'any 2018, segons Gonzalo Herrera de la revista digital Vice. Una maqueta de «fem de veritat, una maqueta podrida», segons el propi Cecilio G.

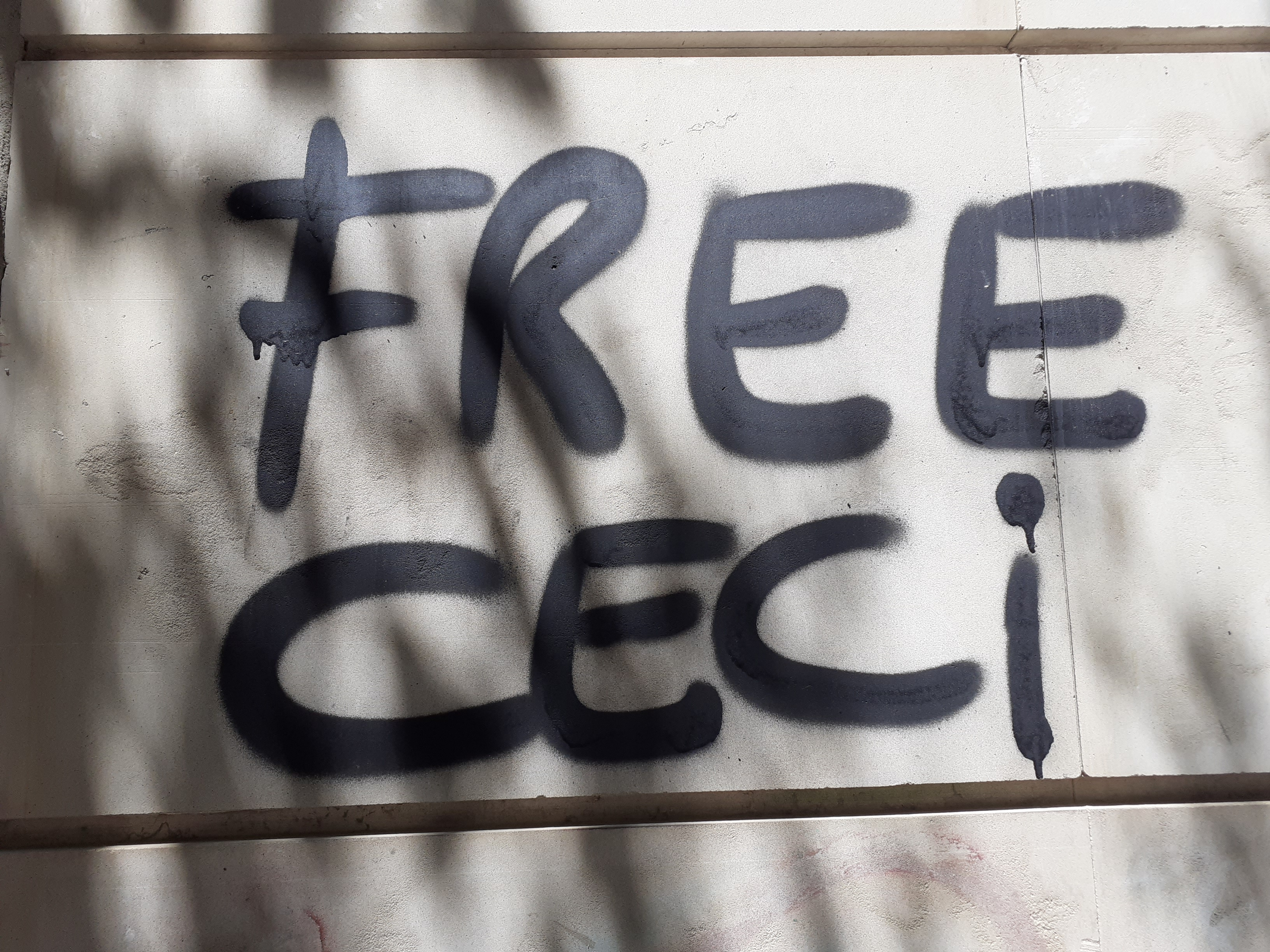
Guixada a Lleida demanant la llibertat de Gecilio G

El 6 d'agost de 2018 va ingressar a la presó de Puig de les Basses per a complir condemna arran d'un delicte d'amenaces ocorregut al metro de Barcelona l'any 2015 i un robatori amb força el 2013. De la presó estant, va publicar un nou tema, «Hahahah», segons va explicar, «per seguir la línia». L'artista va sortir de presó el 16 de novembre del mateix any.
| «                               | Que et prenguin la llibertat és una merda. No us poseu en embolics. Detesto el sistema penal, però allà dins et dona per pensar com vols ser quan surtis. Ja he estat tres vegades tancat i crec que ja sé quina classe de persona vull ser, intentaré no delinquir més i ja està. Qui la fa la paga i el que no sàpiga això és gilipolles. | » |
| — El Bloque, 7 de gener de 2019 | |   |

El seu pas per la presó va representar un punt d'inflexió en la seva vida, i el 2019 va reprendre la seva carrera musical amb la publicació de fins a tres mixtapes, essent la més aplaudida Milion Dollar Baby (el videoclip que dona nom al treball va superar, l'any 2020, les 1.300.000 visualitzacions a YouTube). Actuant també al festival Sónar on va arribar-hi creuant el recinte de Montjuïc muntat en un cavall negre i va presentar-se a dalt de l'escenari amb un mussol que sostenia amb la mà esquerra mentre recitava les seves cançons.

## Estil musical
Els problemes de salut mental, el seu pas per la presó i la infància marcada per la mort del seu pare quan Ceci tenia només set anys, són alguns dels temes més sensibles que aborda aquest «poeta maleït del trap» en les seves lletres. També hi parla de drogues, de baralles, de festes, de diners i de prostitució. L'han assenyalat tant per fer lletres masclistes com per defensar el queer i l'ambigüitat sexual sense complexos.
El filòsof Ernesto Castro, una de les persones que més n'ha analitzat la figura en el seu llibre El trap. Filosofía millennial para la crisi en España, considera Cecilio G inclassificable i desclassificat, l'artista més singular i irrepetible de l'escena urbana. I insisteix en definir-lo com el Leopoldo María Panero del trap per ser «algú clínicament boig però que, en la seva bogeria, veu el món molt més entenimentadament que els que es consideren assenyats».

## Discografia
- 2011: Morriers Gang
- 2012: Legal Drugz
- 2012: Rememberin' Pachangueo
- 2013: Flirting Dogz
- 2013: Fo Ma Blvncx Bichx
- 2013: In The Corner
- 2013: Cecilio Godzilla
- 2013: Robots N Unicorns
- 2014: Caries Gold
- 2014: Ceci The Pimp
- 2014: Caries Gold (Edición Platino)
- 2014: Polla Blava
- 2014: VOTOX FUBU
- 2014: Número Tres
- 2015: Adamantium
- 2015: I Still With Apes HDA
- 2015: The Real Ninja
- 2016: Caries Hoe Xmas
- 2016: Tiger
- 2016: Ten Shin Juan B-Day 15th
- 2016: Joavelli
- 2016: Max Power
- 2017: Caries Hoe Xmas 2
- 2017: Prawcombo
- 2017: Fin
- 2017: Racistalbum
- 2017: Caries Hoe Xmas 3
- 2018: Mad Max Power[8]
- 2018: Yonosoytupadre
- 2019: Milion Dollar Baby
- 2019: Todos Presos
- 2019: Aleesha la Mixtape
- 2020: Caries Hoe Xmas 4
- 2020: La Bestia del Mambo
- 2020: NWO the Mixtape
- 2020: Cuarentine Love
- 2020: TDPS 2
- 2020: TDPS 2 (cara B)
- 2020: LEGEND (En memoria de Jota Mayuscula)
- 2020: SCORPIO
- 2021: Caries Hoe Xmas 5
- 2021: Life In Plastic
- 2021: Million Dollar Baby 2
- 2021: Duende The Mistape
- 2022: Caries Hoe Xmas, Vol. 6
- 2022: WORLD WAR
- 2022: King Joa Ceegeecarieshoe
- 2022: SECOND LIFE
- 2022: Ceci Jay Simpson
- 2022: El Idioma de las Flores
- 2023: SAN BALLANTINES
- 2023: Valencia - EP
- 2024: LIFE IN PLASTIC II (Mixtape)